# Monumento a la Hormiga
La Hormiga  es un monumento ubicado en el  Centro Cultural  de la ciudad de Cali, en Colombia.

## Historia
La elaboración de la pieza duró dos meses y medio y fue necesaria la colaboración de varias personas para su traslado, dado su gran peso. Fue instalada inicialmente en el Parque del Peñon de la misma ciudad de Cali, donde según habitantes del sector  la pieza no encajaba en el espacio, sucedió que la pieza fue decomisada en ausencia del artista. Después de aquel incidente, la escultura fue trasladada y emplazada a las afueras del Centro Cultural.

## Descripción
Según su autor, se pretende expresar la importancia de la unión y cómo debería trabajar el hombre en sociedad, con el propósito de  llevar a cabo obras que dejen huella y no solo  un trabajo individual.

## Cultura popular
Un grupo de Facebook llamado "Hormiga del Centro Cultural de la ciudad de Cali (HCCCC)" fue creado en 2019 en honor al monumento, en el cual los usuarios comparten su apreciación por la famosa pieza artística.
También el reconocido químico caleño de la Universidad del Valle, César Valencia, realizó un milagro cerca de dicho monumento en el año de 2018. Lo cual ha generado en los habitantes de Cali y Colombia, peregrinación al monumento de la hormiga, pues es la única forma en la cual estos se sienten cerca de su ídolo.